# Mitthyridium undulatum
Mitthyridium undulatum là một loài rêu trong họ Calymperaceae. Loài này được Dozy & Molk. H. Rob. mô tả khoa học đầu tiên năm 1975.